# 処理可能性理論
処理可能性理論は、Manfred Pienemannによって提唱された第二言語習得の理論、モデルであり、第二言語習得中に現れる言語構造に関するものである。 この理論は、ヨーロッパやオーストラリアの何人かの研究者によって研究のフレームワークとして利用されている。
処理可能性理論は、第二言語の学習者が中間言語の知識体系を再構成して、より第二言語に近づけていく努力をする過程の認知論的なアプローチの一つである。処理可能性理論は、学習者は進歩の段階を踏んで行く事が可能な順序によってのみ第二言語の知識体系を再構成すると主張する。 例えば、正しい形態論的、統語論的な英語の疑問文の形式を習得するには、学習者はまず、英語の平叙文を習得してからそれを変換する必要がある。学習者は、これを学習者全員に共通する一定の順序の段階を踏んで行う。Clahsenは、この再構成の順序を決定する一定の処理原理を提案している。 特に、学習者はまず平叙文の形式を変えずに他の発声の要素を変え、それから単語を文頭とか文後に移動し、次いで主節の中で要素の移動を行なってから、従属節に及ぶ。

## References
1. ↑  Nieuwe pagina 1
2. ↑  “アーカイブされたコピー”. 2011年7月24日時点のオリジナルよりアーカイブ。2008年5月27日閲覧。
3. ↑  Pienemann, Manfred (1998). Language Processing and Second Language Development: Processability Theory. Amsterdam: John Benjamins. ISBN 978-1-55619-549-5
4. ↑  Clahsen, Harald (1984). “The acquisition of German word order: a test case for cognitive approaches to second language acquisition”. In Andersen, Roger. Second languages: a cross-linguistic perspective. Rowley, MA: Newbury House. pp. 219–242. ISBN 978-0-88377-440-3